# Interpol (musikgrupp)
Interpol är en rockgrupp från New York som grundades 1998. Gruppen består av sångaren och gitarristen Paul Banks, trummisen Sam Fogarino, samt sångaren och gitarristen Daniel Kessler.
Interpols musik klassificeras främst som post-punk. Trots de tidiga liknelserna vid Joy Division, i synnerhet då med avseende på Paul Banks barytonröst, menar gruppen att ingen av de själva varit stora fans av Joy Division. Medlemmarna framhäver ofta privat Devo som en betydelsefull influens. Även post-punkakter såsom Television och the Chameleons sound kan jämföras med Interpol. Daniel Kessler är den som främst skriver musiken, och använder sig då av en simplistisk struktur där bas och gitarrer till större delen spelar väldigt monotona och enkla slingor, men som tillsammans bildar en synergi där helheten blir större än delarna. Paul Banks skriver låttexterna, oftast utifrån Kesslers musik och sina egna influenser.
Deras debutalbum Turn on the Bright Lights från augusti 2002 mottogs väl, och september 2004 blev de färdiga med sin andra skiva, Antics. Deras tredje album, Our Love to Admire, släpptes i juli 2007.

## Historia

### Bildandet av bandet (1997–2000)
Det var ursprungligen Daniel Kessler som var med och grundade gruppen med dåvarande trummis Greg Drudy.
År 2000 släppte bandet sin först EP, Fukd I.D. #3. Detta var den enda release som Greg Drudy medverkade på, han byttes ut mot Sam Fogarino.

### Turn on the Bright LightsochAntics(2000–2006)
Efter att ha släppt flera EP:n mellan 2000 och 2002 blev bandet signade till Matador Records år 2002. Deras första release hos Matador var den självbetitlade EP:n Interpol, som fick uppmärksamhet av Pitchfork.
År 2002 släpptes bandets första studioalbum, Turn on the Bright Lights. Albumet blev prisat av kritiker och hamnade långt upp på flera årslistor.
2004 släpptes Antics, deras andra studioalbum.

### Our Love to Admireoch framtiden (2006–)
År 2006 bytte Interpol skivbolag till Capitol Records.
Our Love to Admire släpptes 2007 och mottogs med blandade reaktioner av kritiker.
Interpol har spelat in ett nytt album som kommer att släppas under 2010.
Basisten Carlos Dengler har meddelat att han har lämnat Interpol, och att deras fjärde studioalbum var det sista han gjorde med Interpol. David Pajo ersatte Dengler som basist.

## Medlemmar
Nuvarand medlemmar

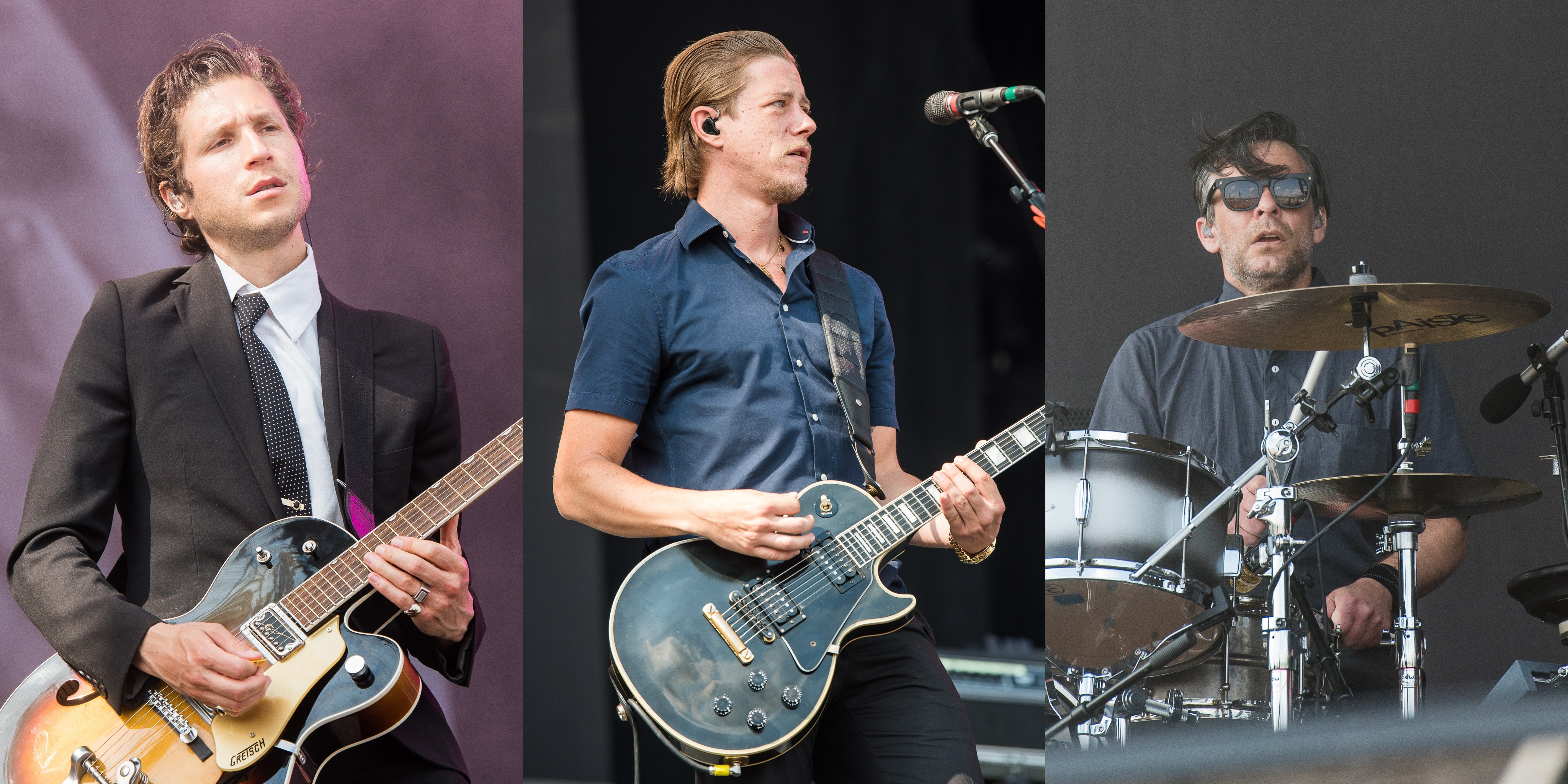
Interpol 2015. Från vänster: Kessler, Banks och Fogarino.

- Paul Banks – sång, rytmgitarr (1997– ), basgitarr (2014– )
- Daniel Kessler – sologitarr, bakgrundssång (1997– )
- Sam Fogarino – trummor, percussion, sampler (2000– )

Nuvarande turnerande medlemmar
- Brandon Curtis – keyboard, bakgrundssång (2010– )
- Brad Truax – basgitarr, bakgrundssång (2011– )

Tidigare medlemmar
- Greg Drudy – trummor, percussion (1997–2000)
- Carlos Dengler – basgitarr, keyboard (1997–2010), bakgrundssång (1997–2002)

Tidigare turnerande medlemmar
- Eric Altesleben – keyboard, bakgrundssång (2001–2003)
- Frederic Blasco – keyboard, bakgrundssång (2004–2005)
- David "Farmer Dave" Scher – keyboard, bakgrundssång (2007–2008)
- David Pajo – basgitarr, sång (2010–2011)

## Diskografi

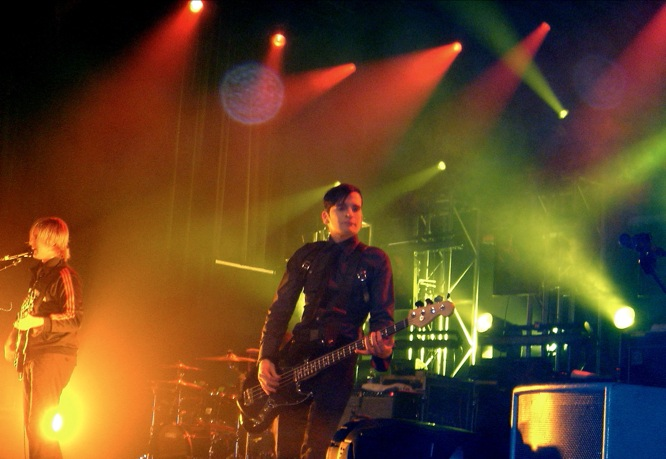
Bild på bandet under en konsert 2005.

### Album
- 2002 – Turn on the Bright Lights
- 2004 – Antics
- 2007 – Our Love to Admire
- 2010 – Interpol
- 2014 – El Pintor
- 2018 – Marauder

### EP
- 2000 – Fukd ID #3
- 2001 – Precipitate
- 2002 – Interpol
- 2003 – The Black EP
- 2004 – Slow Hands
- 2005 – Remix EP